# Sudan I
Sudan I is een oranjegele azokleurstof.

## Toepassingen
De verbinding wordt vaak gebruikt als kleurstof voor olie en verf. Vroeger werd het ook gebruikt voor het kleuren van voedingsmiddelen zoals currysaus en chilisaus. In meeste landen werd het verboden vanwege de gezondheidsrisico's, maar het wordt nog steeds gebruikt in chemische experimenten.

## Toxicologie en veiligheid
Via tests op muizen is gebleken dat sudan I leverkanker zou kunnen veroorzaken. De stof werd dan ook verboden in de Europese Unie.

## Synoniemen en merknamen
| - Atul Orange R - Benzene-1-azo-2-naphthol - Brasilazina oil Orange - Brilliant oil Orange R - Calcogas M - Calcogas Orange NC - Calco oil Orange 7078 - Campbelline oil Orange - Carminaph - Ceres Orange R - CerotinOrange G - CI Solvent Yellow 14 - C.I. Solvent Yellow 14 - Dispersol Yellow PP - Dunkelgelb - Enial Orange I - Fast oil Orange - Fast oil Orange I - Fast Orange - Fat Orange I - Fett Orange 4A - Grasal Orange | - Grasan Orange R - Hidaco oil Orange - Lacquer Orange VG - MotiOrange R - Oil Orange - Oleal Orange R - Orange à l'huile - Orange insoluble OLG - Orange 3RA soluble in grease - Orange resenole No. 3 - Orange R fat soluble - Organol Orange - Orient oil Orange PS - Petrol Orange Y - 1-(Phenylazo)-2-naphthol - Plastoresin Orange F4A - PyronalOrange - Resinol Orange R - Resoform Orange G - Sansei Orange G - Scharlach B - Silotras Orange TR | - Solvent Yellow 14 - Somalia Orange I - Sudan I - SpiritOrange - Spirit Orange - Spirit Yellow I - Stearix Orange - Sudan J - Sudan Orange R - Sudan Orange RA - Sudan Orange RA new - Tertrogras Orange SV - Toyo Oil Orange - Waxakol Orange GL - Waxoline Yellow I - Waxoline Yellow IM - Waxoline Yellow IP - Waxoline Yellow IS |